# Philovenator
Philovenator  ist eine Gattung der Troodontidae aus der späten Kreidezeit Asiens. Bislang wurde als einzige Art Philovenator curriei beschrieben, wobei der Artname den US-amerikanischen Paläontologen Phil Currie ehrt.
Wie alle Troodontidae dürfte sich auch Philovenator von Fleisch ernährt haben (daher auch der Gattungsname, der sich vom altgriechischen φιλεῖν - philein für lieben und der lateinischen Endung -venator für Jäger ableitet).

## Merkmale
Troodontidae wie Philovenator weisen generell besondere Merkmale im Bereich des Schädels auf. Sie besaßen eine Vielzahl von eng beieinander liegenden Zähnen und die charakteristische Sichelkralle. Vermutlich waren sie im Vergleich zu anderen Dinosauriern sehr intelligent.
Von Philovenator ist lediglich ein linkes Hinterbein bekannt, weshalb Größen- und Gewichtsschätzungen schwierig sind. Allerdings lässt sich die Gattung anhand der Form des Oberschenkelknochens von anderen Troodontiden unterscheiden. Das Schienbein weist eine kammartige Struktur auf, die weit nach vorne herausragt. Besonders auffällig ist die Länge des Laufbeins. Der Knochen ist etwa 25 % länger als das Schienbein und seine Länge übersteigt die Breite um das beinahe 25-fache.

## Entdeckungsgeschichte
Die bislang einzigen Überreste von Philovenator wurden 1988 vom „China-Canada Dinosaur Project“, einer sechs Jahre andauernden Expedition zur Ausgrabung von Fossilien, in der chinesische und kanadische Wissenschaftler zusammenarbeiteten, entdeckt. Das Fossil wurde unter dem Namen IVPP V 10597 katalogisiert. 1993 ordneten Phil Currie und Jiang-Hua Peng das linke Hinterbein der Gattung Saurornithoides zu und gingen davon aus, dass es aufgrund seiner geringen Größe einem Jungtier gehört haben müsste. Zwar fanden Currie und Peng keine Autapomorphien, um den Knochen zweifelsfrei Saurornithoides zuzuordnen, jedoch war ihr Befund beim damaligen Kenntnisstand nachvollziehbar.
2011 wurde dann Linhevenator beschrieben, ein Dinosaurier, dessen Holotyp große Ähnlichkeiten mit IVPP V 10597 aufwies. Jedoch bestätigte eine weitere Studie 2012, dass es sich bei IVPP V 10597 explizit nicht um Überreste von Linhevenator handelte, sondern um eine neue Gattung, die lediglich eng mit diesem verwandt war: Philovenator.

## Systematik
Philovenator gilt als einer der höher entwickelten Troodontidae der späten Kreidezeit. Es wird vermutet, dass er mit  Saurornithoides und Zanabazar aus der Mongolei sowie Troodon aus Nordamerika nah verwandt ist.
Als Aaron J. van der Reest und Phil Currie die Gattung Latenivenatrix beschrieben, beschrieben sie auch die Unterfamilie Troodontinae, die ein neues Taxon innerhalb der Troodontidae darstellt. Die Autoren klassifizierten Latenivenatrix innerhalb der Troodontinae und vermuten, dass Philovenator ein Schwestertaxon zu Latenivenatrix bildet.